# Янпольська Фанні Йосипівна
Фрейда-Геня (Фанні) Єселівна (Йосипівна) Янпольська (нар.. 11 листопада 1879, м. Глухів Глухівського повіту Чернігівської губернії — пом. ?, м. Ленінград, Російська РФСР, СРСР) — більшовицька революціонерка єврейсько-українського походження, громадянська дружина більшовика Максима Литвинова.

## Життєпис

### Походження та навчання
Фанні Янпольська народилася у Глухові 1879 року в родині глухівського міщанина Єселя Борохова Янпольського та його дружини Мерри. Незважаючи на небагаті статки та єврейське походження, батьки Фанні намагалися всім своїм вісьмом дітям дати гарну освіту: кожному за його схильностями, спочатку за свій рахунок, а пізніше батькам у цьому істотно допомагала старша дочка Лея, яка вдало вийшла заміж за успішного фабриканта з Вільно. Фанні навчалася в жіночій прогімназії міста Глухова, яка 1896 року була перетворена на повну восьмикласну гімназію. 1898 року відбувся перший випуск дівчаток, які закінчили вісім класів. Свідоцтво про закінчення гімназії також одержала і Фані Янпольська.
Після закінчення закладу освіти Фанні Янпольську визначили в підмайстри білошвейної майстерності, але вже наступного року дівчина вирушила до Швейцарії і в 1899 році стала слухачкою медичного факультету Бернського університету. Навчаючись за кордоном, Янпольська з 1899 року підтримувала листування зі своїм нареченим Валахом Меєр-Генах мовшев з Білостоку, який проживав у Києві та входив до складу комітету Російської соціал-демократичної робітничої партії. Валлах докладно познайомив дівчину зі справами Київського комітату партії та планами щодо влаштування демонстрацій. Сама Фанні Янпольская взяла участь у протиурядової демонстрації, що відбулася 5 квітня 1901 року в Женеві. У цій ході брали участь майже всі місцеві російські студенти та студентки, як і багато італійських анархістів та швейцарських соціал-демократів. Вони вимагали від федерального уряду видачі анархіста Іаффег, а від влади Російської імперії не карати учасників студентських заворушень у С.-Петербурзі, Москві та Києві. Під кінець демонстрації молодь із криками: «Геть деспота — Царя! — Хай живе вільна Росія!» вирушила до будинку, який займало консульство Російської імперії. З будинку консульства активісти зірвали герб і кинули його в річку Рону. Фрейді Янпольській, яка також брала участь у цій демонстрації, завдяки допомозі емігрантів, удалося довести своє алібі перед женевською поліцією. Однак, при поверненні додому, 23 липня 1903 року Фанні Янпольську було заарештовано на прикордонному пункті Волочиськ за звинуваченням в участі у ворожій демонстрації російської учнівської молоді в Женеві перед будівлею консульства Російської імперії. У ході проведеного під час арешту обшуку у Янпольської було знайдено записник з адресами членів Російської соціал-демократичної партії, що, на думку поліції, свідчило про її приналежність до зазначеної злочинної спільноти. На час слідства Фанні була взята під варту до Київської в'язниці, де перебувала протягом 5 місяців. У грудні 1903 року дізнання у цій справі було припинено, а Фанні Янпольська була визнана винною та підпорядкована голосному нагляду поліції на 2 роки у місці приписки, тобто, у Глухові на Чернігівщині.
30 грудня 1903 року Фані Янпольська прибула з Києва на проживання до Глухова. Тут вона підтримувала постійне спілкування з членами місцевого соціал-демократичного гуртка та регулярно у справах без належного дозволу виїжджала до Києва. Після закінчення терміну підпорядкування гласному нагляду поліції покинула Глухов і повернулася до Бернського університету, де у грудні 1906 року захистила докторську дисертацію та отримала ступінь доктора медицини.

### Революційна діяльність

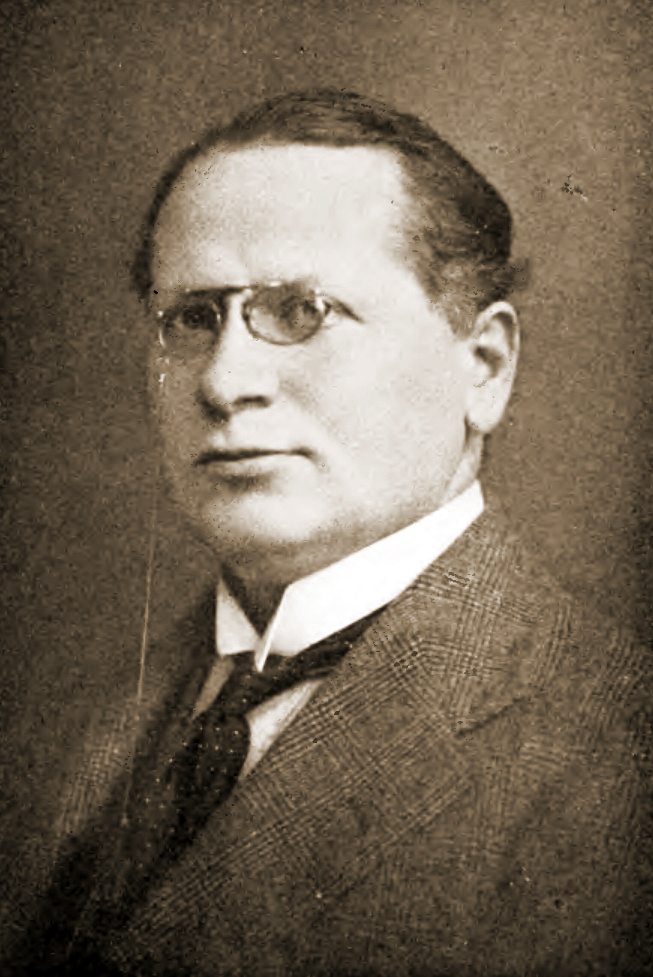
Максим Литвинов у 1905 році

Протягом усього цього часу тривали її близькі стосунки з Меєром Валлахом, котрий на той час став відомим революціонером ленінського кола, відомим тепер під ім'ям Максим Максимович Литвинов. Після втечі з Лук'янівської в'язниці Києва Максим Литвинов емігрував до Швейцарії, де навчалася Фанні Янпольська, і вони жили разом у цивільному шлюбі. Під час революції 1905—1907 років Максим Литвинов займався закупівлею та постачанням до Російської імперії зброї для революційних організацій. І тому він організував у Парижі спеціальне бюро з допомогою друга дитинства Йосипа Сталіна, Сімона Тер-Петросяна (Камо) та кількох інших кавказьких товаришів. Камо з декількома його підручними (включаючи Фанні Янпольську) здійснили безпрецедентний по зухвалості більшовицький «екс», що прогримів на всю Європу. 13 червня 1907 року в Тифлісі серед білого дня на очах приголомшеної публіки при перевезенні грошей з пошти в Тифліське відділення Державного банку була пограбована карета. Було викрадено більшовиками 250 тисяч рублів, у тому числі 100 тисяч були у дуже великих, 500-рублевих купюрах. Скористатися цими банкнотами у Росії виявилося неможливо, і революціонери вирішили обміняти їх за кордоном. Але російська поліція це передбачила і розіслала номери вкрадених купюр своїм колегам майже по всіх країнах світу. І справді, вже у січні 1908 року у різних містах Європи почали затримувати з «тифліськими» грошима. Частина експропріованних Камо п'ятисотенних купюр були передані закордоном також і Литвинову для подальшого їхнього обміну. План розміну купюр розробив сам Литвинов. Найбільша сума — 30 тисяч — мала бути розмінена в Парижі самим Литвиновим разом із Фанні Янпольською, яка на той час також стала активісткою більшовицької партії. 25 тисяч Литвинів намітив розміняти у Лондоні. З цією метою він хотів виїхати разом із Янпольською до англійської столиці. 45 тисяч Литвинов передбачав розміняти у інших містах Європи, зокрема у Швейцарії. Вся операція з обміну повинна була бути проведена в один день — 8 січня 1908 року, але плани операції були видані зрадником. Усі агенти царської охоронки та п'ятнадцять агентів паризької префектури вели за Литвиновим невсипуще цілодобове спостереження. Утім, Литвинову удалося несподівано з'їхати з квартири, де жив за чужим паспортом. По дорозі двічі міняв автомобілі та втік до іншого району Парижа. З'їхала зі своєї квартири також і Фанні Янпольська. Поки їх шукала поліція, Литвинов устиг більшу частину грошей передати у вірні руки.
4 січня 1908 року Литвинов разом із Янпольською збирався вирушити з Парижа до Лондона. Були куплені квитки на поїзд, щоб виїхати на узбережжя і там сісти на пароплав, що вирушав до Англії. Але на всіх вокзалах Парижа вже цілодобово чергували російські та французькі поліцейські агенти, які мали на руках світлини із зображенням Литвинова. Лише пізно ввечері на вокзалі Гар-дю-Норд у Парижі, оточеному поліцією, його заарештували разом із Янпольською. Нью-Йорк Таймс повідомила, що одна жінка, які намагалися перевести в готівку 500-рублеві купюри пізніше спробувала проковтнути їх. Поліцейські намагались зупинити її, схопивши за горло. Так вони забрали гроші, а потім заарештували її спільників на вокзалі.
За годину за Литвиновим зачинилися двері камери в'язниці «Санте». Фанні Янпольську ув'язнили в «Сен-Лазар» . Арешт Литвинова та Янпольської викликав галас не лише у реакційній пресі, яка бореться за франко-російський військовий союз. На нього відгукнувся і прогресивний друк. Багато газет вимагали звільнення Литвинова, справедливо вказуючи, що країні, яка послала Бурбонів на гільйотину, не варто переслідувати революціонерів, які борються проти тирана. Під впливом цих та багатьох інших факторів Литвинов та Янпольська не були видані французами Російській імперії. Тому, через декілька днів їх обидвох наказом міністра внутрішніх справ Французької Республіки та за сприяння видавця газети «Юманіте» («L'Humanité») Жана Жореса випустили на волю, якщо вони покинути Францію. Фанні Янпольська переїхала до Бельгії, а її чоловік — на десятиріччя був висланий до Великої Британії. Вони розлучилися в 1915 році.

### Лікарська діяльність
Фанні Янпольська згодом повернулася до Радянського Союзу. Займалася перекладами медичної літератури та революційних видань з англійської та німецької мов російською. Жила в Ленінграді з сім'єю своєї сестри, Ревеки Єселівни Шніцер. Наприкінці 1920-х років вона працювала очним лікарем і закінчила своє життя у повній невідомості.